# WTA Finals 2018
Le WTA Finals 2018 (conosciute anche come BNP Paribas WTA Finals Singapore presented by SCglobal) sono state un torneo di tennis che si è giocato a Singapore dal 21 al 28 ottobre. Il torneo si è disputato al Singapore Indoor Stadium. Il Masters femminile, dotato di un montepremi di 7.000.000 dollari, ha visto in campo le migliori otto giocatrici di singolare della stagione, divise in due gironi (con la formula del round robin), e le migliori otto coppie di doppio della stagione.

## Qualificate

### Singolare
| Ranking | Giocatrice         | Punti | Tornei | Data qualificazione |
| ------- | ------------------ | ----- | ------ | ------------------- |
| inj     | Simona Halep       | 6 921 | 15     | 13 agosto           |
| 1       | Angelique Kerber   | 5 375 | 18     | 10 settembre        |
| 2       | Caroline Wozniacki | 5 086 | 18     | 4 ottobre           |
| 3       | Naomi Ōsaka        | 4 740 | 19     | 2 ottobre           |
| 4       | Petra Kvitová      | 4 255 | 20     | 4 ottobre           |
| 5       | Sloane Stephens    | 3 943 | 19     | 14 ottobre          |
| 6       | Elina Svitolina    | 3 850 | 18     | 17 ottobre          |
| 7       | Karolína Plíšková  | 3 840 | 23     | 17 ottobre          |
| 8       | Kiki Bertens       | 3 710 | 24     | 18 ottobre          |

Il 13 agosto Simona Halep è la prima a qualificarsi per il singolare.

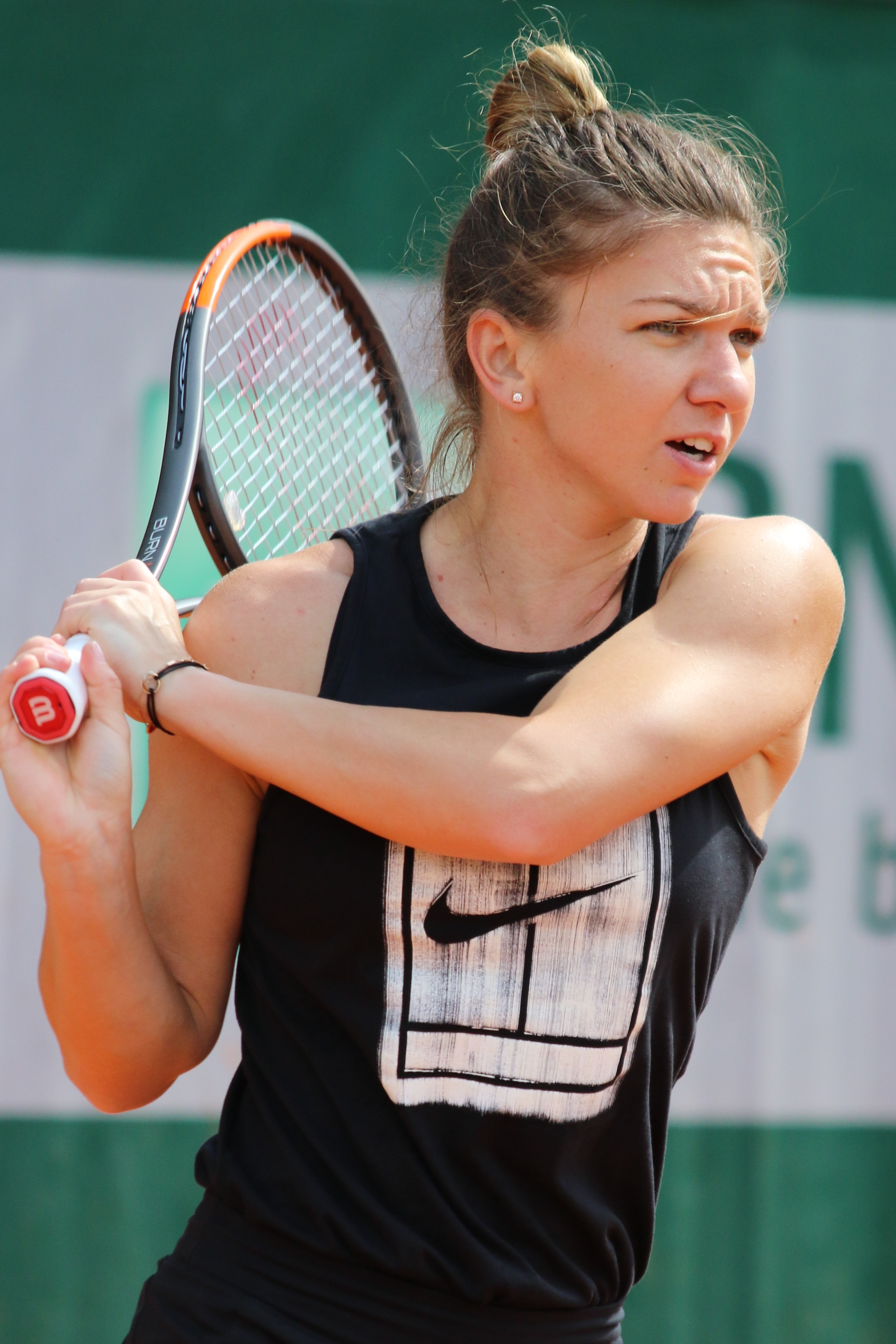
Simona Halep vince, a Parigi, il suo primo torneo del Grande Slam.

Simona Halep ha iniziato la stagione con la vittoria del torneo di Shenzhen, sconfiggendo in finale Kateřina Siniaková in tre set. Ha poi preso parte all'Australian Open, dove ha raggiunto la finale dopo avere salvato tre match point nella sfida al terzo turno contro Lauren Davis e due in semifinale contro Angelique Kerber. Tuttavia perde nell'ultimo atto contro Caroline Wozniacki in tre set, perdendo anche il primo posto nel ranking proprio a favore della tennista danese. Ha poi dato forfait in semifinale a Doha e perso sempre in semifinale a Indian Wells, rispettivamente contro Garbiñe Muguruza e Naomi Ōsaka. Al Miami Open cede al terzo turno per mano di Agnieszka Radwańska. All'inizio della stagione sulla terra Halep non ottiene buoni risultati, raggiungendo solo i quarti di finale del Porsche Tennis Grand Prix e del Mutua Madrid Open, perdendo rispettivamente contro Coco Vandeweghe e Karolína Plíšková. Si riprende agli Internazionali BNL d'Italia, raggiungendo la finale persa per il secondo anno consecutivo contro Elina Svitolina. All'Open di Francia Simona vince il suo primo torneo del Grande Slam, sconfiggendo la campionessa in carica degli US Open Sloane Stephens, dopo essere stata sotto di un set. Dopo il trionfo del Roland Garros partecipa direttamente al torneo di Wimbledon, dove viene eliminata al terzo turno da Hsieh Su-wei. Sul cemento americano Halep raggiunge due finali consecutive. Vince a Montréal, battendo nuovamente Sloane Stephens in finale. Nella finale successiva, al Western & Southern Open di Cincinnati, soccombe per mano di Kiki Bertens. Dopo questa sconfitta inizia per la tennista rumena un periodo di crisi che la porta all'uscita prematura al primo turno dagli US Open. Perde all'esordio anche ai successivi tornei di Wuhan e Pechino. Successivamente, a causa di un infortunio alla schiena, termina anzitempo la stagione. Nonostante ciò finisce per il secondo anno consecutivo la stagione al primo posto nel ranking.
Il 10 settembre Angelique Kerber diventa la seconda giocatrice a qualificarsi.

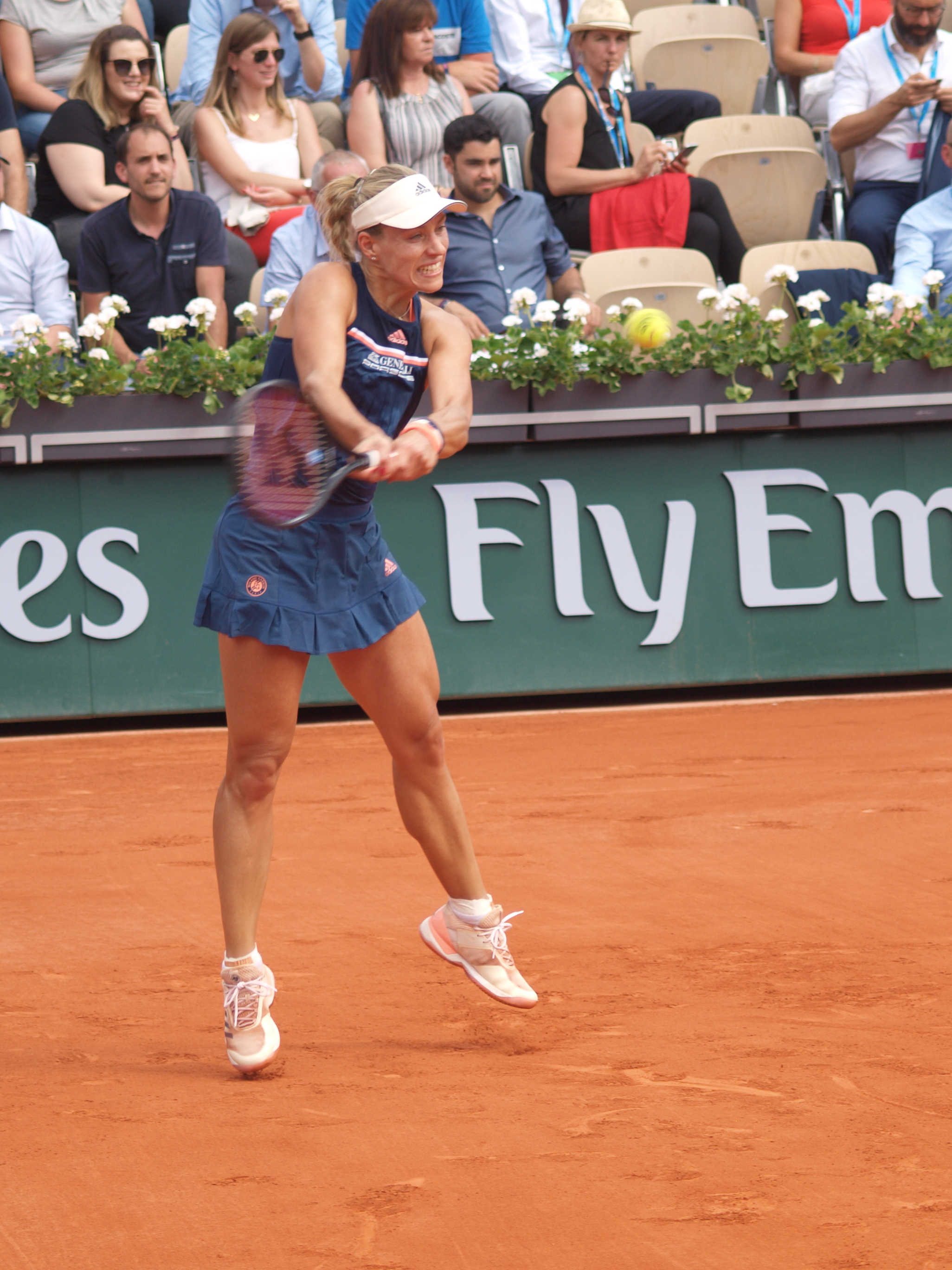
Angelique Kerber trionfa per la prima volta a Wimbledon.

Angelique Kerber ha iniziato la sua stagione giocando in coppia con Alexander Zverev la Hopman Cup, persa in finale contro la Svizzera. Prende successivamente parte al torneo di Sydney, che vince dopo avere battuto in finale Ashleigh Barty. Si tratta del primo titolo dagli US Open del 2016. Agli Australian Open Kerber si spinge fino alla semifinale dove viene sconfitta da Simona Halep in tre set, dopo essersi vista annullare due match point. Nei successivi tornei mediorientali di Doha e Dubai perde rispettivamente ai quarti di finale contro Caroline Wozniacki e in semifinale contro Elina Svitolina. Viene sconfitta nei quarti di finale anche ai tornei di Indian Wells e Miami, per mano di Daria Kasatkina e Sloane Stephens. La stagione su terra inizia con altre due sconfitte ai quarti di finale: a Roma, nuovamente contro Elina Svitolina, e al Roland Garros contro Simona Halep. La stagione su erba la vede eliminata prematuramente al primo turno del Mallorca Open per mano di Alison Riske. Successivamente giunge fino in semifinale a Eastbourne, sconfitta da Wozniacki. A Wimbledon Kerber vince il suo terzo Slam in carriera, battendo in due set Serena Williams. Successivamente alla vittoria di Wimbledon Angelique ottiene solo sei vittorie nei successivi undici match, uscendo di scena prematuramente nei tornei di Montréal, Cincinnati, New York, Wuhan e Pechino.
Il 2 ottobre Naomi Ōsaka è la terza a qualificarsi per il singolare.

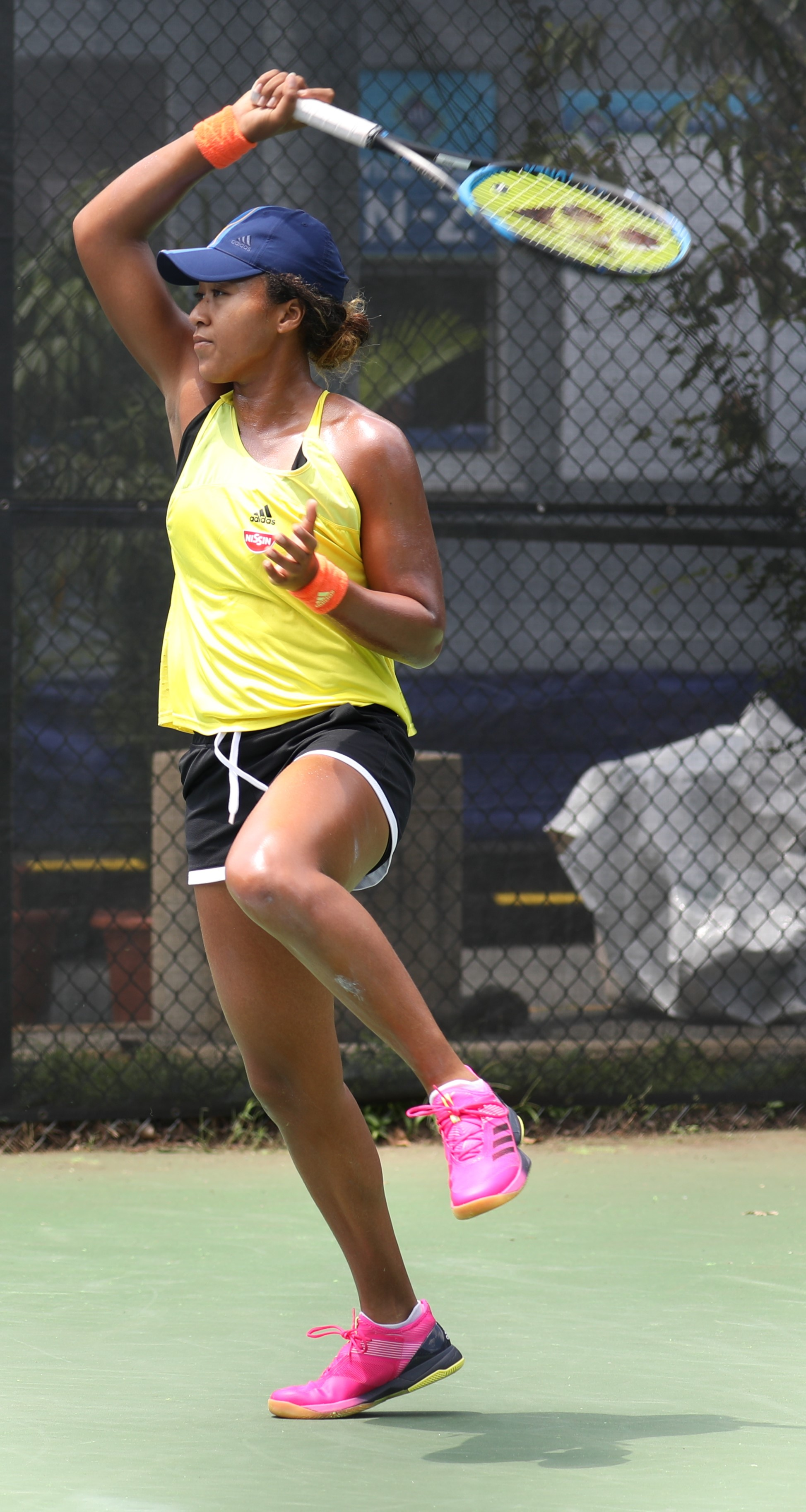
Naomi Osaka vince il suo primo Slam.

Naomi Osaka inizia la stagione con una sconfitta al primo turno a Hobart per mano di Yulia Putintseva. Agli Australian Open viene eliminata al quarto turno da Simona Halep. Nei successivi tornei di Doha e Dubai la tennista nipponica esce di scena rispettivamente al secondo turno e ai quarti di finale. Sui campi di Indian Wells Osaka vince il suo primo titolo ai danni della russa Daria Kasatkina. La settimana successiva, al Miami Open, si ferma al secondo turno, dopo avere battuto nel turno precedente Serena Williams. La stagione sulla terra si rivela avara di vittorie, con un terzo turno raggiunto sia a Charleston che al Roland Garros. Sull'erba, invece, arriva in semifinale al torneo di Nottingham, mentre a Wimbledon cade al terzo turno per mano di Angelique Kerber, futura vincitrice del torneo. Di ritorno sul cemento americano arriva al secondo turno del torneo di Washington, mentre ai tornei di Montréal e Cincinnati non va oltre il primo turno. Tuttavia, sui campi di Flushing Meadow, Naomi Osaka vince il suo primo torneo dello Slam, battendo per la seconda volta in stagione Serena Williams, in una controversa finale finita in due set. Termina la stagione con una finale persa a Tokyo contro Karolína Plíšková e una semifinale raggiunta e persa a Pechino contro Anastasija Sevastova.
Il 4 ottobre Petra Kvitová e Caroline Wozniacki guadagnano un posto nelle WTA Finals.

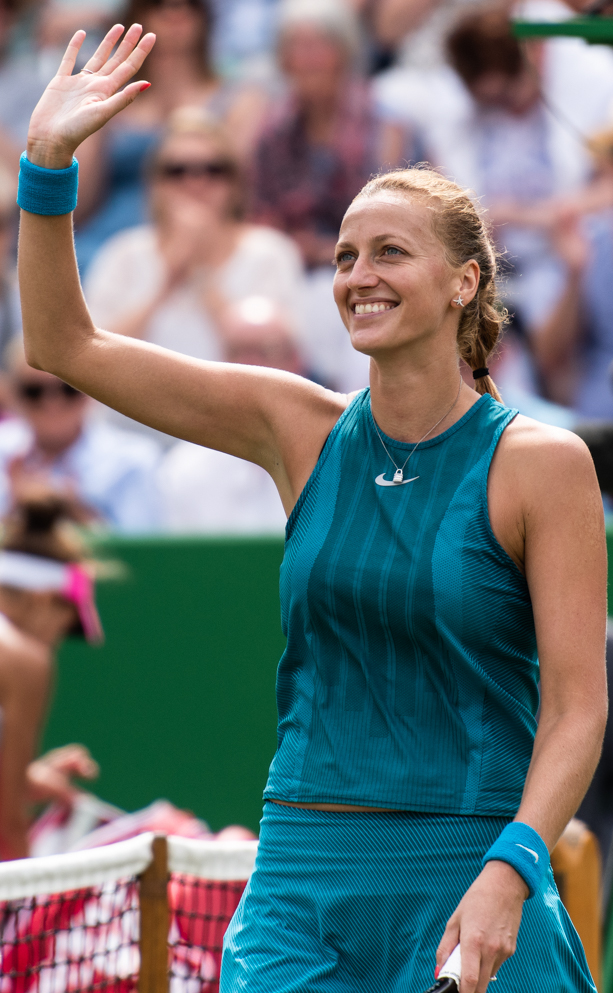
Con cinque titoli stagionali, Petra Kvitová è la tennista con più tornei vinti durante l'anno.

Petra Kvitová ha iniziato la stagione al Sydney International, dove viene eliminata al secondo turno da Camila Giorgi. Agli Australian Open viene eliminata all'esordio da Andrea Petković. Successivamente, al torneo di San Pietroburgo, vince il primo titolo stagionale sconfiggendo in finale Kristina Mladenovic. Nel successivo torneo di Doha vince il suo secondo titolo dell'anno imponendosi in finale su Garbiñe Muguruza. Seguono un secondo turno a Indian Wells e un quarto turno a Miami. Anche la stagione su terra inizia in sordina per la tennista ceca, che perde al primo turno sulla terra verde di Charleston e sulla terra rossa di Stoccarda. Tuttavia vince successivamente a Praga e Madrid, rispettivamente contro Mihaela Buzărnescu e Kiki Bertens. Cede al terzo turno del Roland Garros, battuta da Anett Kontaveit. Su erba ottiene il suo quinto titolo stagionale sui campi di Birmingham, sconfiggendo Magdaléna Rybáriková in finale, mentre a Wimbledon esce di scena al primo turno per mano della bielorussa Aliaksandra Sasnovich. I successivi tornei nordamericani di Montréal e Cincinnati la vedono arrestarsi dapprima al terzo turno, poi in semifinale, per mano di Kiki Bertens. Ha partecipato al Connecticut Open, terminato ai quarti di finale, prima di disputare gli US Open, dove viene sconfitta al terzo turno per mano di Aryna Sabalenka. Ha infine partecipato al Premier 5 di Wuhan e al Premier Mandatory di Pechino, rimediando rispettivamente un terzo e un primo turno.

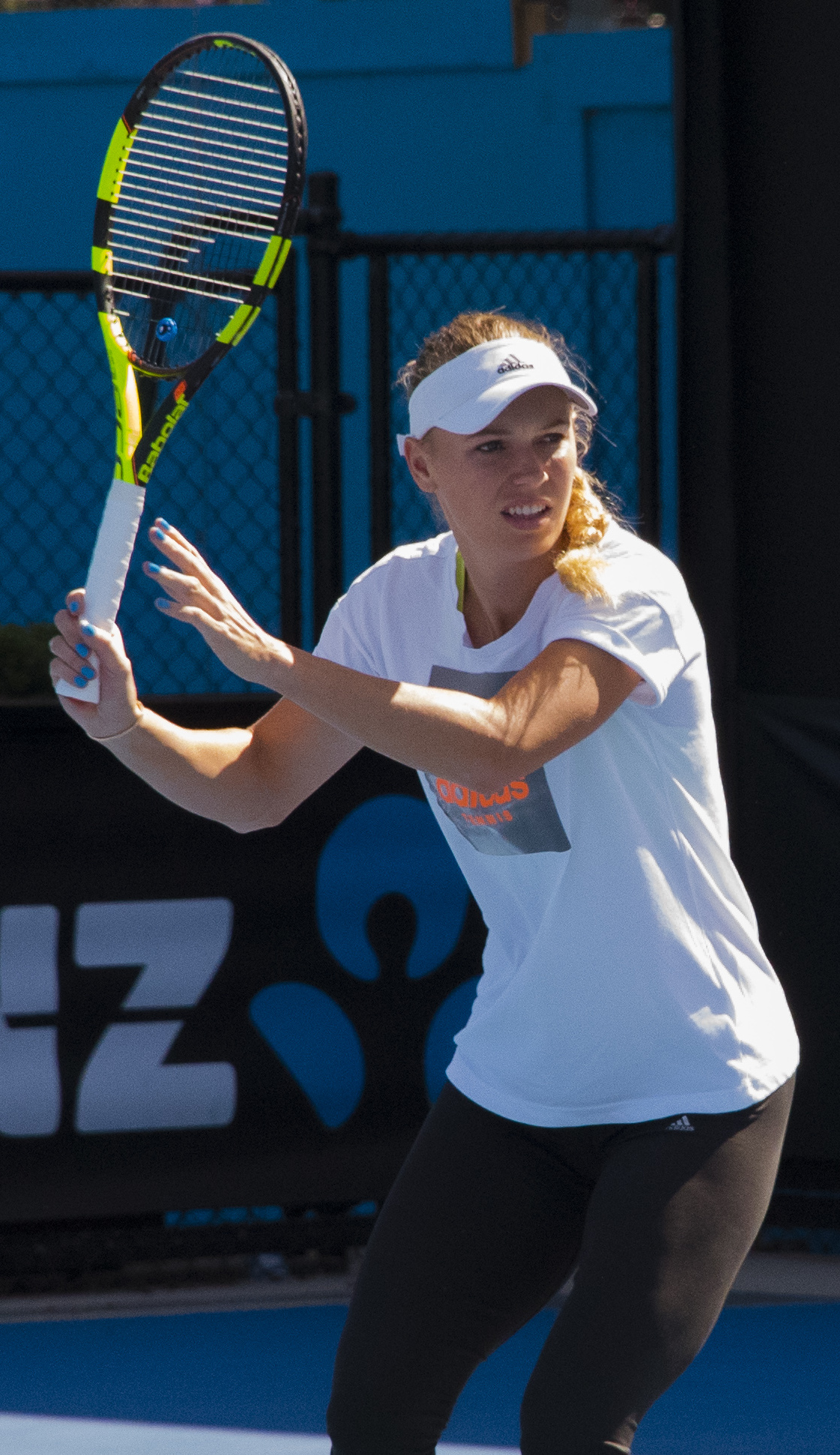
Caroline Wozniacki vince a Melbourne il suo primo Slam.

Caroline Wozniacki ha iniziato la stagione rimediando una sconfitta in finale al torneo di Auckland per mano di Julia Görges. Ha poi vinto il suo primo torneo dello Slam a Melbourne, imponendosi in finale su Simona Halep. Con questo trionfo la tennista danese ritorna al primo posto nel ranking a distanza di sei anni. Dopo avere raggiunto i quarti di finale a San Pietroburgo e le semifinali a Doha la tennista danese non arriva oltre il quarto turno a Indian Wells e il secondo turno a Miami. Su terra viene sconfitta ai quarti di finale a Istanbul e Roma, mentre non va oltre il terzo turno a Madrid. Agli Open di Francia cede al quarto turno contro Daria Kasatkina: si tratta della terza sconfitta stagionale contro la tennista russa, dopo San Pietroburgo e Indian Wells. Sull'erba di Eastbourne arriva il suo secondo titolo stagionale, imponendosi su Aryna Sabalenka. A Wimbledon, invece, non arriva oltre il secondo turno, battuta da Ekaterina Makarova. Dopo due sconfitte all'esordio a Montréal e Cincinnati arriva un'altra uscita di scena prematura agli US Open, al secondo turno per mano di Lesia Tsurenko. La serie negativa continua a Tokyo e Wuhan: in ambedue i tornei esce di scena al secondo turno, sconfitta dapprima da Camila Giorgi, poi da Mónica Puig. Successivamente, a Pechino, vince il primo torneo Premier Mandatory dopo sette anni dall'ultima volta, sconfiggendo in finale Anastasija Sevastova.
Il 14 ottobre Sloane Stephens si qualifica per il torneo di fine anno.

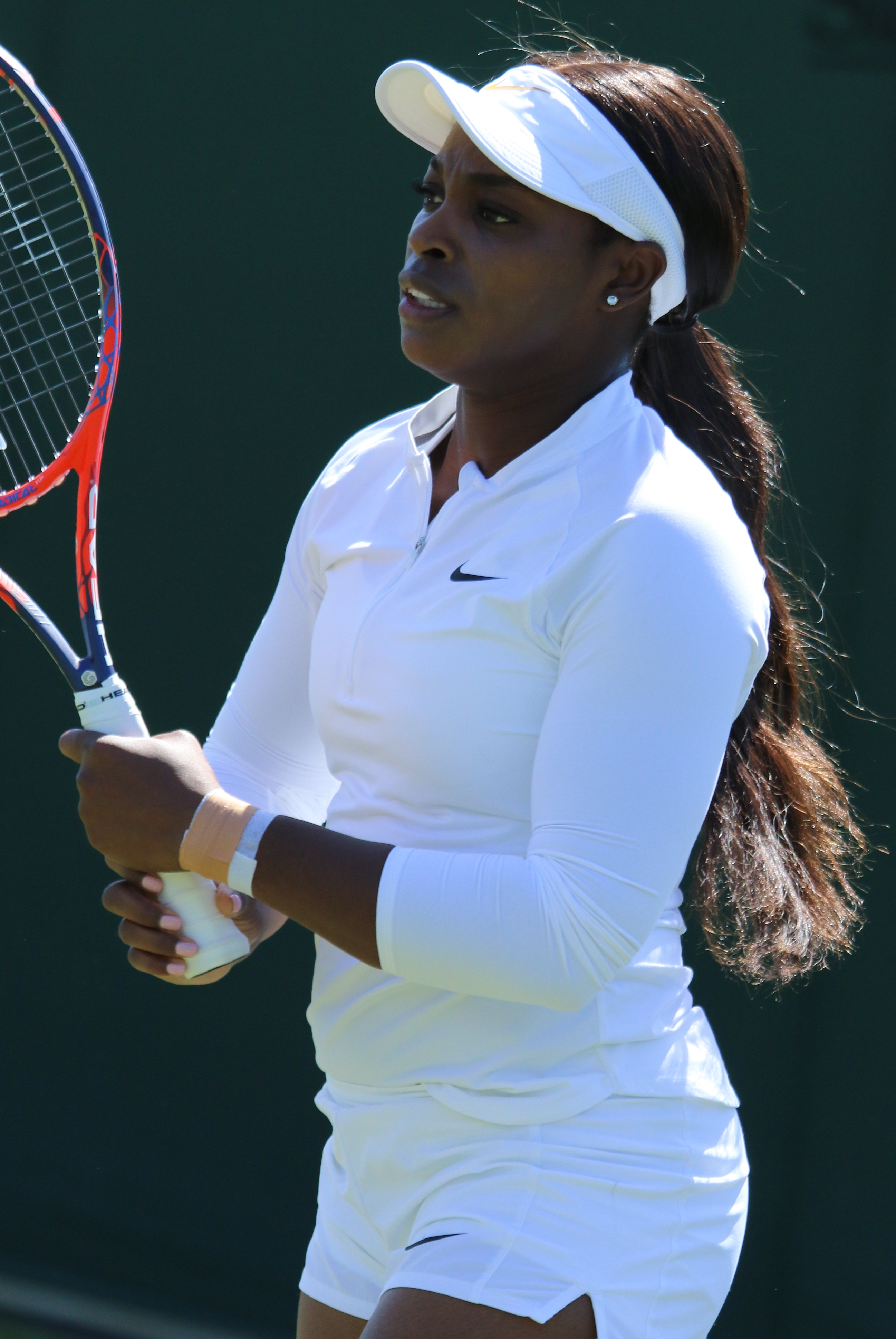
Sloane Stephens si qualifica per la prima volta alle WTA FInals.

Sloane Stephens non è stata subito in grado di trovare la sua forma ottimale, perdendo al primo turno sia a Sydney che a Melbourne. Dopo un quarto di finale ad Acapulco e un terzo turno a Indian Wells vince a Miami il suo primo torneo di categoria Premier Mandatory e sesto in carriera, imponendosi in due set su Jeļena Ostapenko. Dopo avere giocato e vinto ambedue i match di Fed Cup contro la Francia perde all'esordio sia al torneo di Stoccarda che a quello di Norimberga. Agli Internazionali d'Italia colleziona invece un terzo turno, prima di giocare gli Open di Francia persi in finale contro Simona Halep, dopo essere stata avanti di un set. Gioca su erba il solo torneo di Wimbledon, perdendo al primo turno contro Donna Vekić. Di ritorno sul cemento nordamericano colleziona un secondo turno a Washington. Ritorna in finale a Montréal, dove perde nuovamente contro Simona Halep. Il successivo torneo di Cincinnati la vede uscire di scena al terzo turno per mano di Elise Mertens. Non le riesce di difendere il titolo agli US Open, poiché perde ai quarti finale contro Anastasija Sevastova. Successivamente, a Tokyo e Wuhan, esce nuovamente di scena al primo turno, prima di essere eliminata agli ottavi di finale del torneo di Pechino da Dominika Cibulková. Partecipa infine alla Kremlin Cup, dove viene eliminata al secondo turno dalla tunisina Ons Jabeur.
Il 17 ottobre Elina Svitolina e Karolína Plíšková completano il quadro delle qualificate.

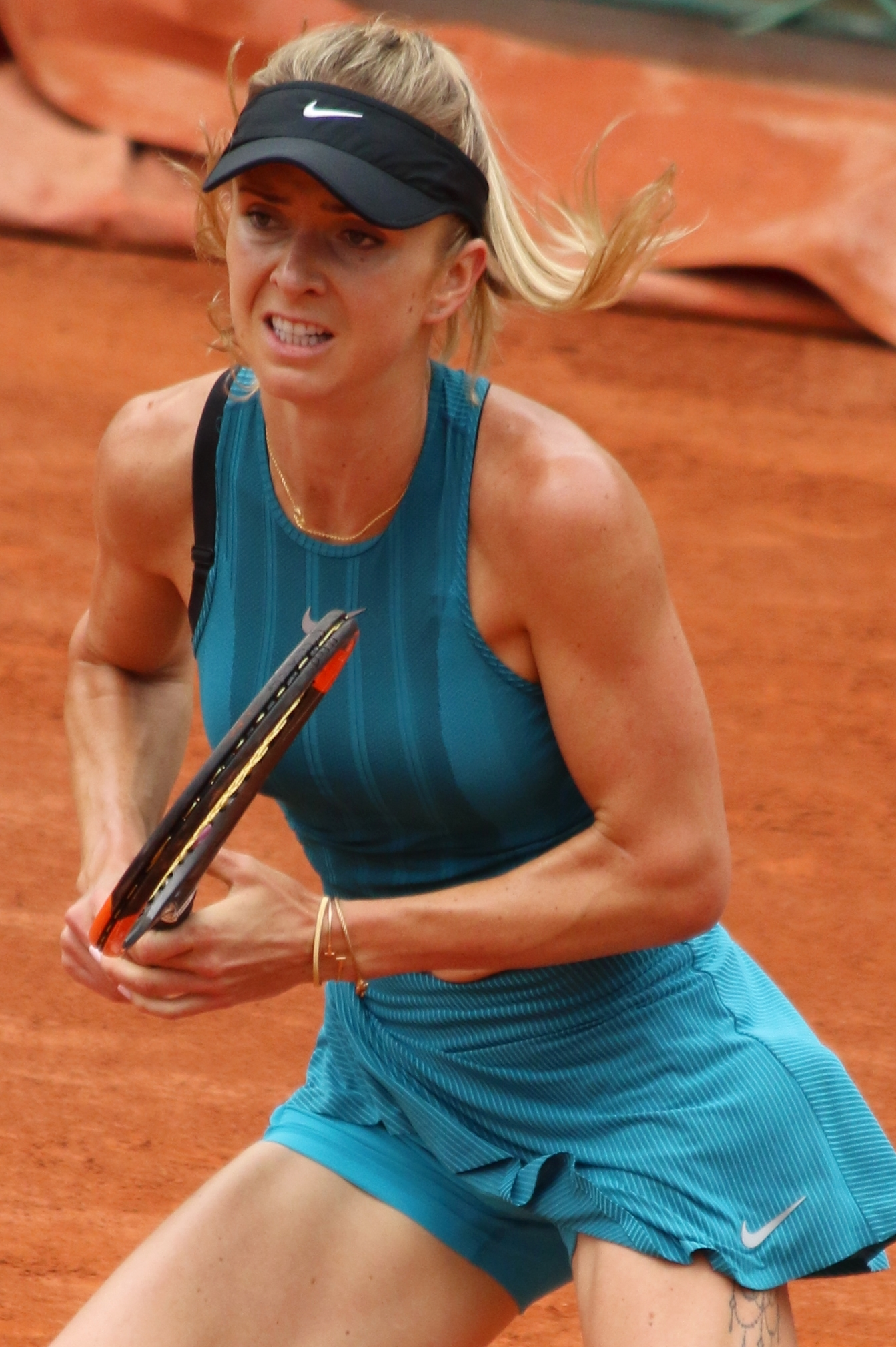
Elina Svitolina si qualifica per il secondo anno consecutivo.

Elina Svitolina inizia bene la stagione vincendo il torneo di Brisbane ai danni di Aliaksandra Sasnovich. Agli Australian Open arriva fino ai quarti di finale, uscendo di scena contro Elise Mertens. Alla sconfitta al terzo turno del torneo di Doha segue la vittoria per il secondo anno di fila al torneo di Dubai, imponendosi su Daria Kasatkina. In seguito soccombe dapprima al terzo turno di Indian Wells, poi ai quarti di finale di Miami. Inizia la stagione su terra a Stoccarda, dove arriva fino ai quarti di finale prima di arrendersi a Caroline Garcia; al torneo di Madrid cade al secondo turno per mano di Carla Suárez Navarro. Successivamente, a Roma, si impone campionessa per la seconda volta consecutiva, battendo in finale Simona Halep. A Parigi esce di scena al terzo turno per mano di Mihaela Buzărnescu. Su erba esordisce a Birmingham, perdendo ai quarti di finale nuovamente contro Buzărnescu. Perde successivamente, contro Tatjana Maria, al primo turno di Wimbledon. Migliora i suoi risultati nel corso della US Open Series, raggiungendo dapprima la semifinale a Montréal, poi i quarti di finale a Cincinnati, perdendo rispettivamente contro Sloane Stephens e Kiki Bertens. Si ferma agli ottavi di finale negli US Open, sconfitta in tre set da Anastasija Sevastova. Sul cemento asiatico esce di scena all'esordio sia a Wuhan, sconfitta da Aryna Sabalenka, che a Pechino, per mano ancora di Sevastova. Disputa il suo ultimo torneo a Hong Kong, dove esce di scena ai quarti di finale per mano di Wang Qiang.

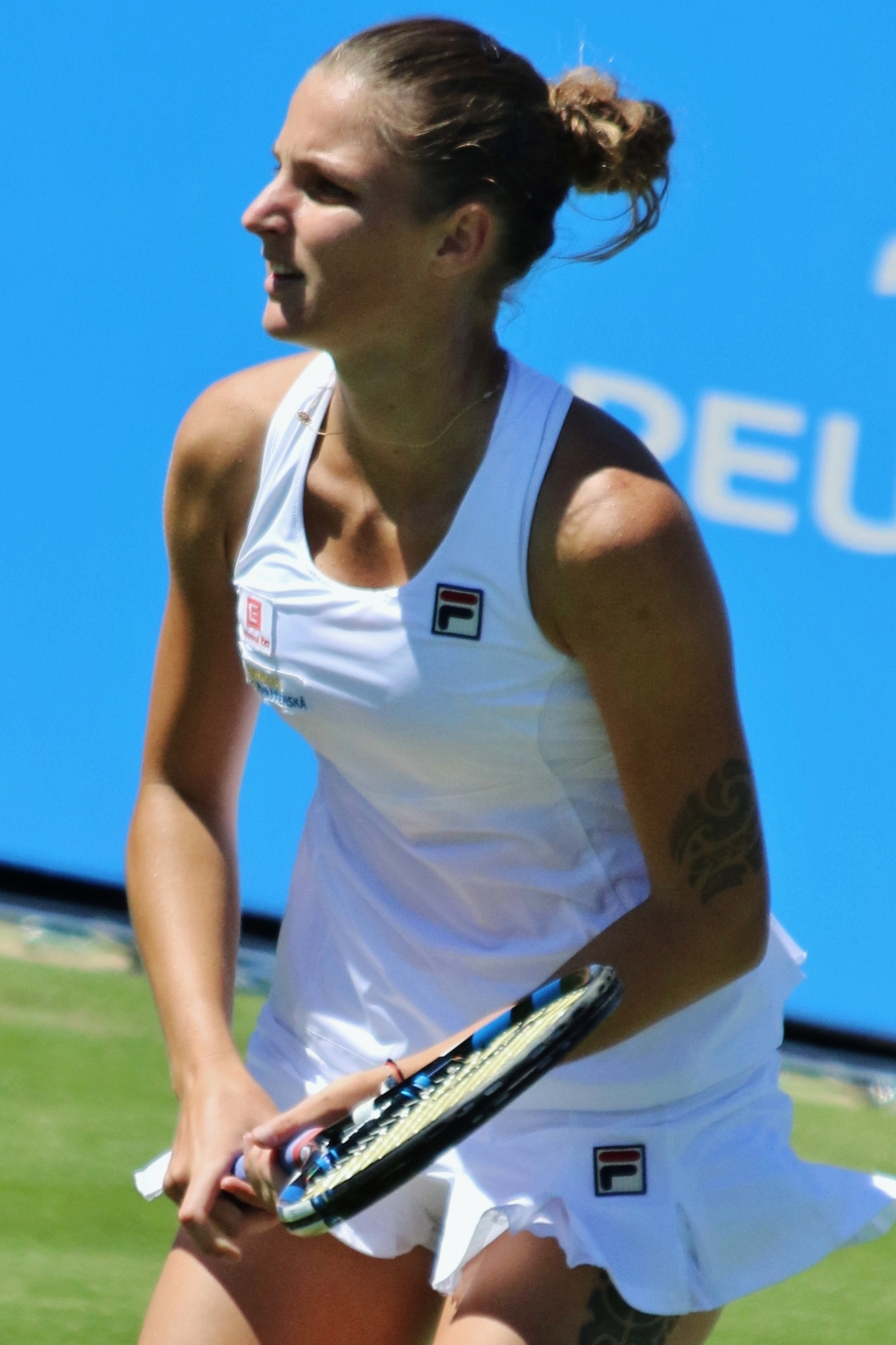
Karolína Plíšková vince due titoli e si qualifica per il terzo anno consecutivo.

Karolína Plíšková inizia la stagione disputando una semifinale a Brisbane, persa contro Elina Svitolina. Agli Australian Open ripete i quarti di finale dell'anno precedente, cedendo a Simona Halep. Dopo essere stata sorpresa al terzo turno di Doha da Catherine Bellis viene sconfitta ai quarti di finale di Dubai da Angelique Kerber. In entrambi i Premier Mandatory di Indian Wells e Miami viene fermata nei quarti di finale, rispettivamente da Naomi Ōsaka e Viktoryja Azaranka. Successivamente disputa e vince il torneo su terra di Stoccarda e continua la striscia di risultati positivi spingendosi fino alla semifinale del successivo torneo di Madrid. Al secondo turno del Premier 5 di Internazionali d'Italia 2018 si fa rimontare in un controverso match contro la greca Maria Sakkarī. Agli Open di Francia viene annichilita al terzo turno da Maria Sharapova. Dopo un primo turno a Birmingham e un quarto di finale a Eastbourne raggiunge per la prima volta gli ottavi di finale a Wimbledon, prima di cedere a Kiki Bertens. Nonostante gli scarsi risultati ottenuti nei tornei di Montréal, Cincinnati e New Heaven si spinge fino ai quarti di finale agli US Open, perdendo contro una rientrante Serena Williams. Vince poi il torneo Premier di Tokyo, imponendosi in finale sulla padrona di casa Naomi Osaka e racimola un secondo e terzo turno rispettivamente nei tornei cinesi di Wuhan e Pechino, prima di essere battuta da Vera Zvonarëva nel match dell'esordio a Mosca.
Il 18 ottobre Simona Halep si ritira, lasciando libero un altro posto che viene conquistato da Kiki Bertens.

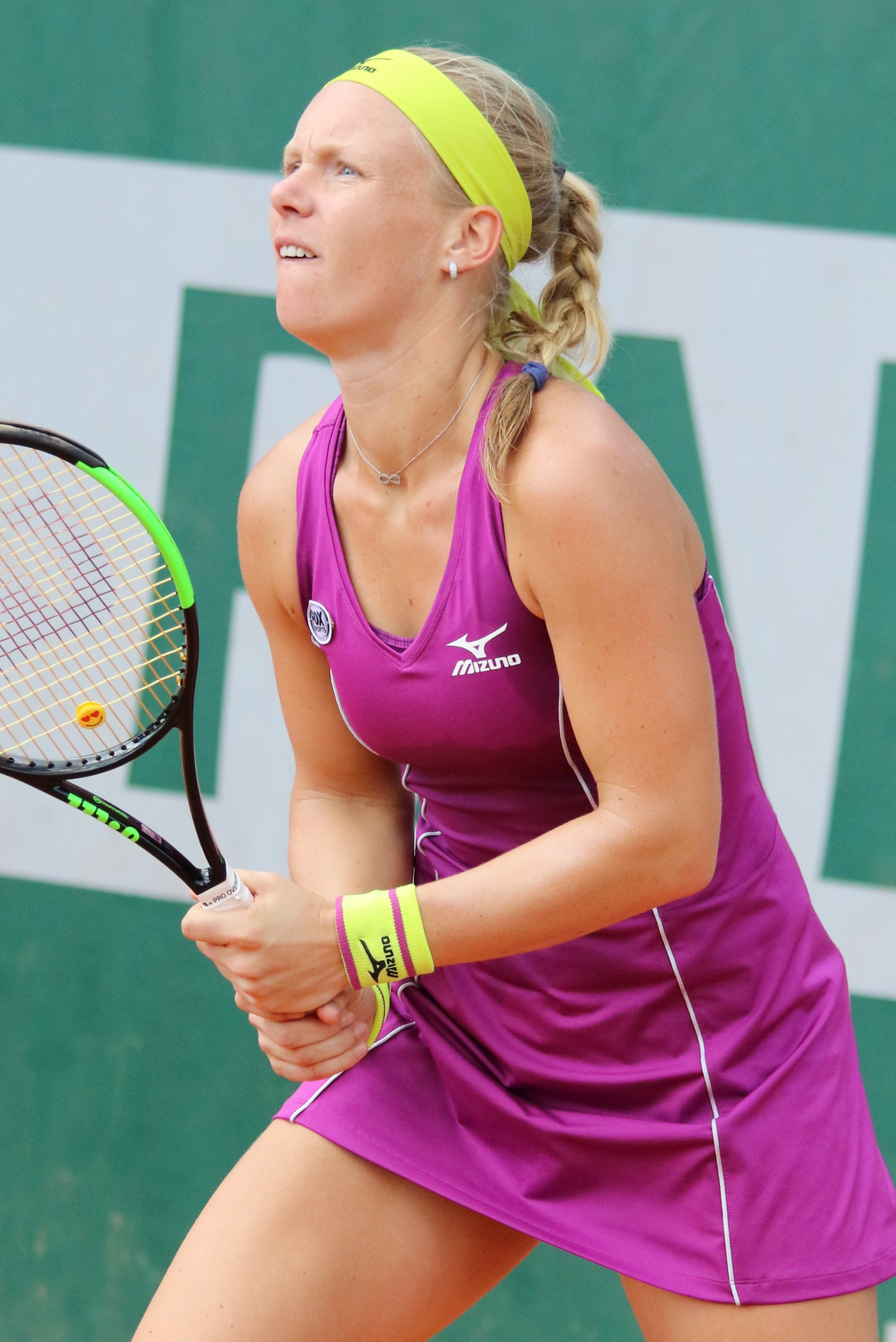
Kiki Bertens vince tre tornei su quattro finali disputate.

Kiki Bertens, dopo una sconfitta al primo turno a Brisbane e al secondo a Sydney, cede al terzo turno degli Australian Open alla futura vincitrice Caroline Wozniacki. Dopodiché racimola sconfitte al primo turno nei tornei di San Pietroburgo, Dubai e Indian Wells, mentre a Miami esce di scena al terzo turno contro Venus Williams. La settimana seguente vince il torneo Premier di Charleston battendo in finale Julia Görges e, dopo avere perso all'esordio a Stoccarda, centra la finale nel prestigioso torneo Premier Mandatory di Madrid, sconfitta in tre set da Petra Kvitová. Nonostante ciò la settimana successiva viene eliminata al primo turno da Maria Sakkarī a Roma. Chiude la stagione su terra collezionando un quarto di finale a Norimberga e un terzo turno a Parigi. Pur essendo stata sconfitta al secondo turno e all'esordio rispettivamente dai tornei di s'Hertogenbosch e Eastbourne si spinge fino ai quarti di finale a Wimbledon, prima di perdere contro Julia Görges. Sul cemento nordamericano, oltre a un quarto di finale a Montréal e un terzo turno agli US Open, colleziona un'importante vittoria nel torneo di Cincinnati, battendo in finale la numero uno al mondo Simona Halep. Torna in campo a Seul, portando a casa il terzo titolo stagionale avendo battuto in finale Ajla Tomljanović. Affronta poi una fase caratterizzata da risultati negativi perdendo prematuramente nei successivi tornei di Wuhan, Pechino, Linz e Mosca.

### Doppio
| Ranking | Giocatrici                                 | Punti | Tornei | Data qualificazione |
| ------- | ------------------------------------------ | ----- | ------ | ------------------- |
| 1       | Barbora Krejčíková Kateřina Siniaková      | 6 815 | 14     | 9 agosto            |
| 2       | Tímea Babos Kristina Mladenovic            | 6 445 | 14     | 20 agosto           |

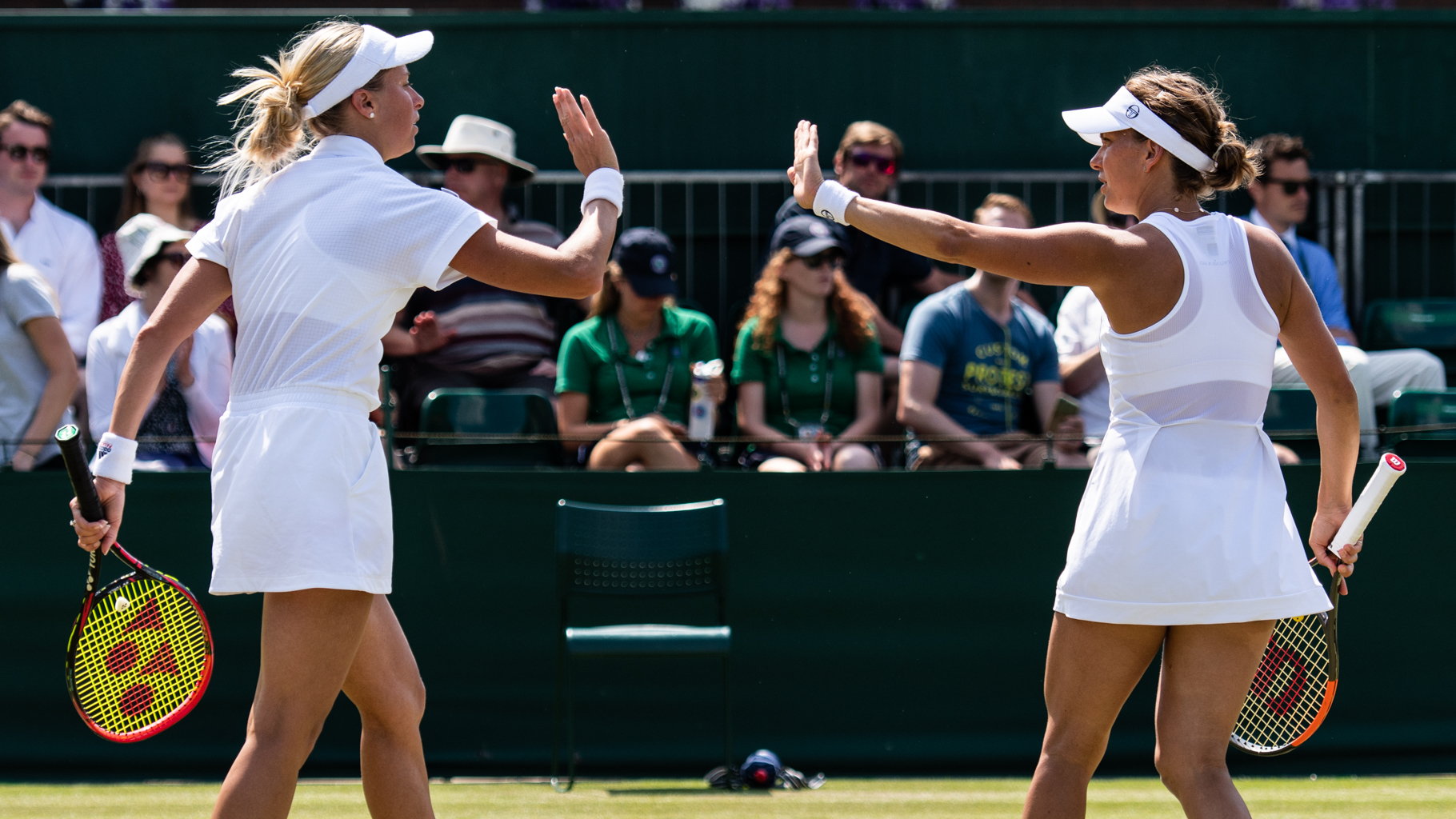
Sestini Hlaváčková e Strýcová si aggiudicano due titoli insieme.

| 3       | Andrea Sestini Hlaváčková Barbora Strýcová | 4 445 | 14     | 29 settembre        |
| 4       | Gabriela Dabrowski Xu Yifan                | 4 180 | 17     | 4 ottobre           |
| 5       | Elise Mertens Demi Schuurs                 | 4 025 | 14     | 29 settembre        |
| inj     | Ekaterina Makarova Elena Vesnina           | 3 715 | 6      | -                   |
| 6       | Nicole Melichar Květa Peschke              | 3 545 | 21     | 4 ottobre           |
| 7       | Andreja Klepač María José Martínez Sánchez | 3 505 | 20     | 4 ottobre           |
| 8       | Ashleigh Barty Coco Vandeweghe             | 3 237 | 7      | 4 ottobre           |

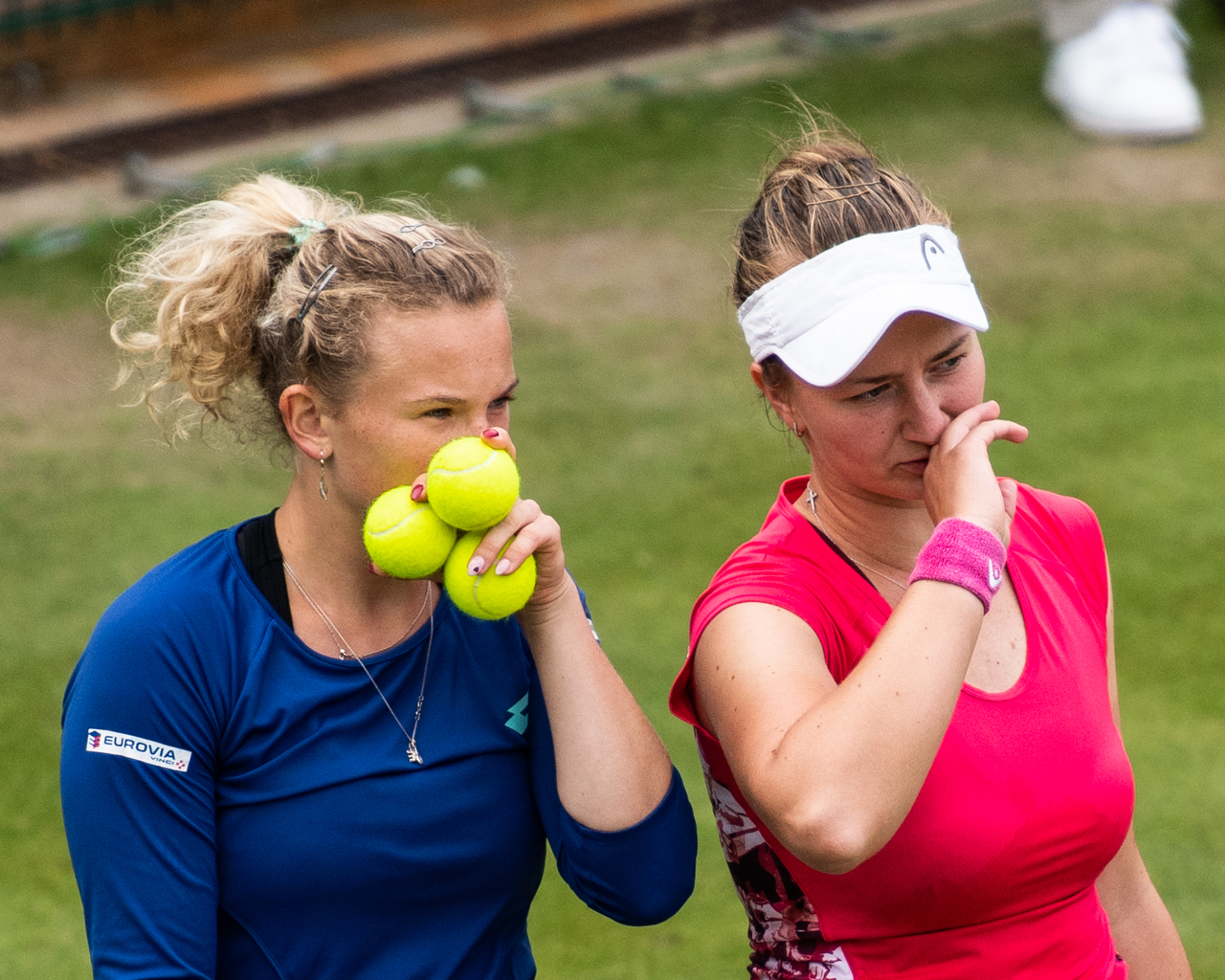
Krejčíková e Siniaková vincono due tornei Slam insieme e si qualificano per la prima volta.

Il 9 agosto la prima coppia a qualificarsi è quella formata da Barbora Krejčíková e Kateřina Siniaková.

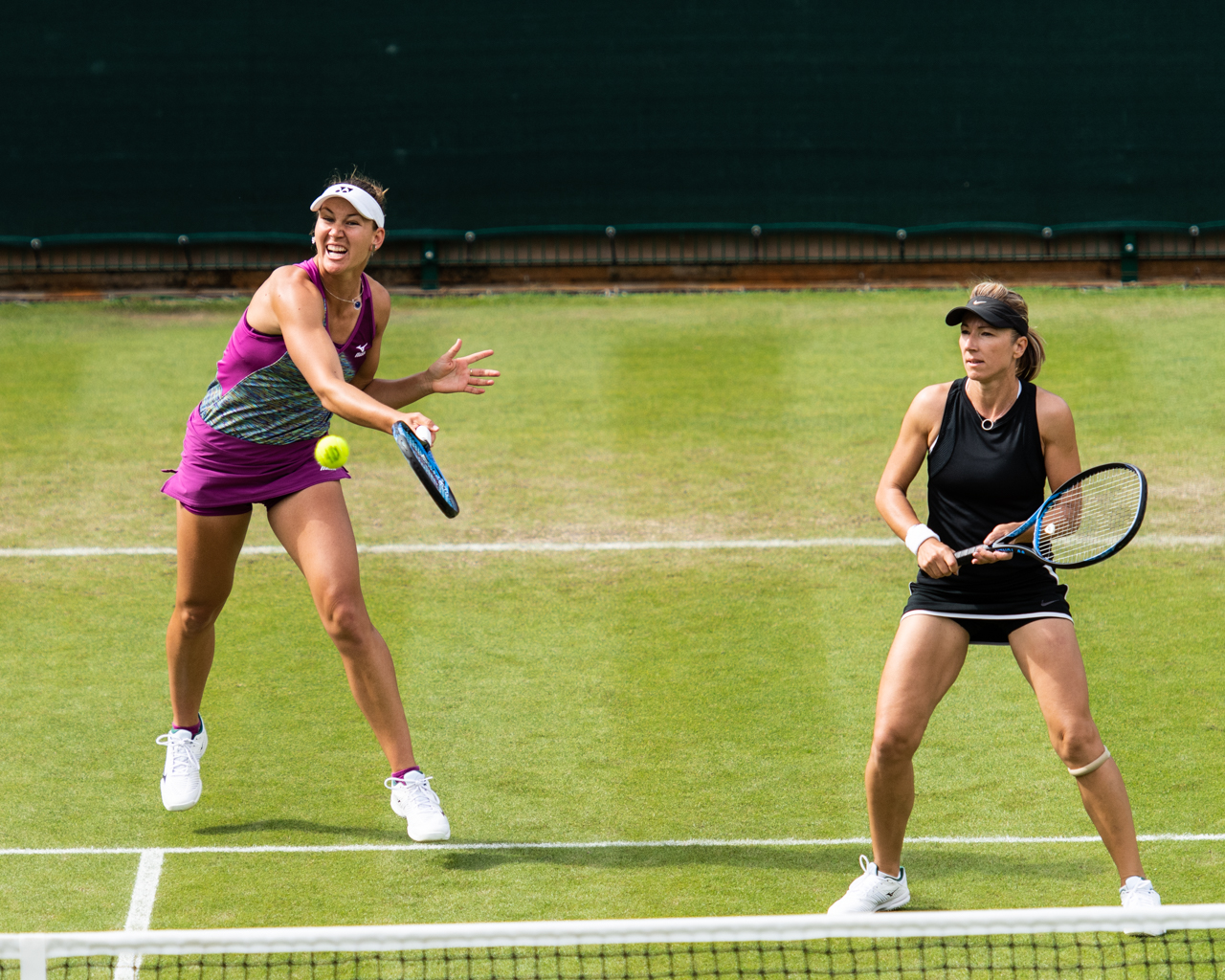
Melichar e Peschke giocano tre finali insieme.

Barbora Krejčíková e Kateřina Siniaková iniziano la stagione raggiungendo la finale al torneo di Shenzhen, dove vengono sconfitte dalle rumene Irina-Camelia Begu e Simona Halep. Centrano una nuova finale a oltre due mesi di distanza, nell'ambito del prestigioso Miami Open, perdendo anche in questo caso contro Ashleigh Barty e Coco Vandeweghe. A Parigi, secondo appuntamento Slam stagionale, riescono a vincere il titolo battendo in finale le giapponesi Eri Hozumi e Makoto Ninomiya in due set. Si aggiudicano anche il successivo torneo Slam di Wimbledon battendo Nicole Melichar e Květa Peschke nell'ultimo atto. Dopo una serie di risultati pressoché negativi nei tornei nordamericani centrano la semifinale agli US Open, fermate ancora una volta da Barty e Vandeweghe.

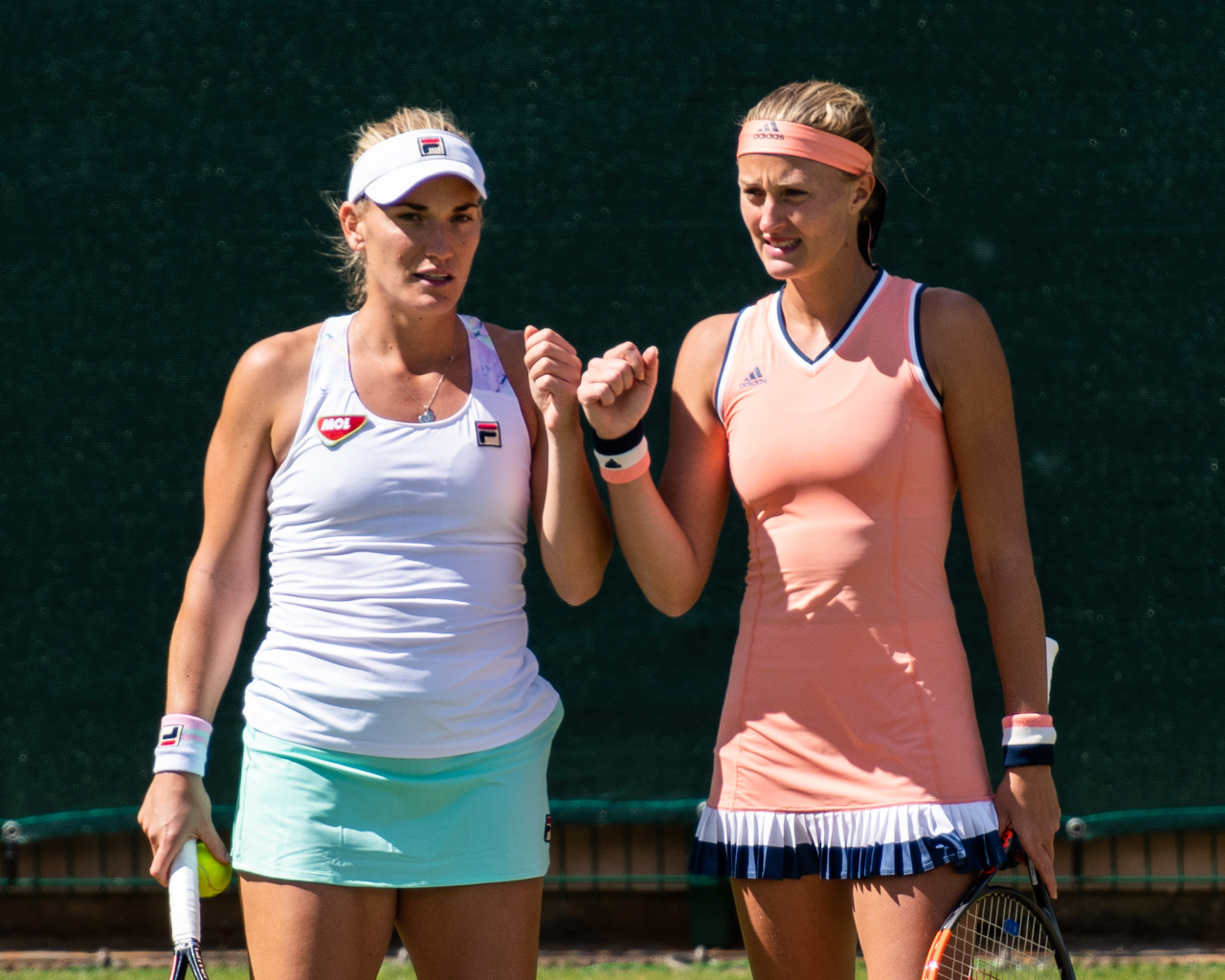
Babos e Mladenovic vincono un titolo Slam insieme.

Il 20 agosto si qualificano Tímea Babos e Kristina Mladenovic.
Tímea Babos e Kristina Mladenovic iniziano la loro collaborazione prendendo parte agli Australian Open, torneo che vincono dopo avere sconfitto in finale il duo russo formato da Ekaterina Makarova ed Elena Vesnina in due set. Disputano una nuova finale solo nel mese di maggio, nell'ambito del Premier Mandatory di Madrid, dove affrontano ancora una volta Makarova e Vesnina che in questo caso hanno però la meglio. Si fermano invece nei quarti di finale a Parigi. Sull'erba vincono il torneo di Birmingham battendo Elise Mertens e Demi Schuurs in finale. A Wimbledon cedono ancora una volta ai quarti di finale. Dopo una serie di risultati negativi centrano la finale agli US Open, ma vengono superate al terzo set da Ashleigh Barty e Coco Vandeweghe.
Il 29 settembre Andrea Sestini Hlaváčková e Barbora Strýcová e Elise Mertens e Demi Schuurs ottengono la qualificazione.
Andrea Sestini Hlaváčková e Barbora Strýcová iniziano la loro collaborazione a Miami, dove escono di scena all'esordio. Raggiungono poi la finale a Roma, prima di cedere contro Ashleigh Barty e Demi Schuurs, e la semifinale a Parigi, sconfitte dalle connazionali Barbora Krejčíková e Kateřina Siniaková. Dopo un terzo turno a Wimbledon si aggiudicano il loro primo titolo dell'anno insieme a New Heaven e ancora una volta vengono eliminate a New York al terzo turno. Ottengono ottimi risultati nei tornei asiatici, centrando la finale in tutti e tre i principali tornei, ovvero Tokyo, Wuhan e Pechino. Pur avendo perso le prime due si rifanno a Pechino vincendo il prestigioso torneo contro Gabriela Dabrowski e Xu Yifan.
Elise Mertens e Demi Schuurs iniziano la stagione a Hobart, riuscendo ad aggiudicarsi il titolo. Ottengono di nuovo importanti risultati solo a Miami, dove centrano la semifinale. Dopo una stagione su terra deludente vincono il torneo di 's-Hertogenbosch e raggiungono la finale nel successivo torneo di Birmingham. Si spingono fino alla finale anche a Cincinnati, persa contro Lucie Hradecká ed Ekaterina Makarova. A settembre vincono il prestigioso torneo di Wuhan, avendo la meglio su Andrea Sestini Hlaváčková e Barbora Strýcová.
Il 4 ottobre gli ultimi quattro posti vengono occupati da Gabriela Dabrowski e Xu Yifan, Nicole Melichar e Květa Peschke, Andreja Klepač e María José Martínez Sánchez e Ashleigh Barty e Coco Vandeweghe.
Gabriela Dabrowski e Xu Yifan inaugurano la stagione con la vittoria del torneo di Sydney. Centrano successivamente la semifinale agli Australian Open, prima di cedere contro Ekaterina Makarova ed Elena Vesnina. Raggiungono una nuova finale solo due mesi dopo, a Indian Wells. Dopo una deludente stagione sulla terra si aggiudicano il secondo titolo stagionale a Eastbourne, dove battono le rumene Irina-Camelia Begu e Mihaela Buzărnescu e ottengono una nuova semifinale a Wimbledon. Sul cemento americano non ottengono grandi risultati, ma riescono a portarsi fino alla finale nell'ambito del Premier Mandatory di Pechino, perdendo contro Andrea Sestini Hlaváčková e Barbora Strýcová.
Nicole Melichar e Květa Peschke ottengono i primi significativi risultati sulla terra, dove dapprima perdono in finale a Stoccarda, per poi aggiudicarsi il torneo di Praga. Successivamente si spingono fino alla finale nel torneo di Wimbledon, perdendo contro la coppia formata da Barbora Krejčíková e Kateřina Siniaková. Raggiungono poi una semifinale a Montréal e due quarti di finale nei tornei asiatici di Wuhan e Pechino.
Andreja Klepač e María José Martínez Sánchez ottengono il primo risultati di rilievo della stagione a Doha, dove si spingono fino alla finale. Dopo due mesi ottengono una nuova finale sulla terra verde di Charleston, ma ancora una volta vengono sconfitte. Centrano poi la semifinale a Madrid. Sull'erba di Maiorca si aggiudicano il loro primo titolo stagionale andando a battere Lucie Šafářová e Barbora Štefková. Ottengono dunque una semifinale a Montréal.
Ashleigh Barty e Coco Vandeweghe giocano insieme solo sette tornei nel corso della stagione. Nonostante ciò ottengono ottimi risultati, aggiudicandosi il torneo di Miami, sconfiggendo in finale Barbora Krejčíková e Kateřina Siniaková. Nel mese di settembre entrambe vincono il loro primo torneo dello Slam, a New York, superando nell'ultimo atto Tímea Babos e Kristina Mladenovic in un match conclusosi al terzo set.

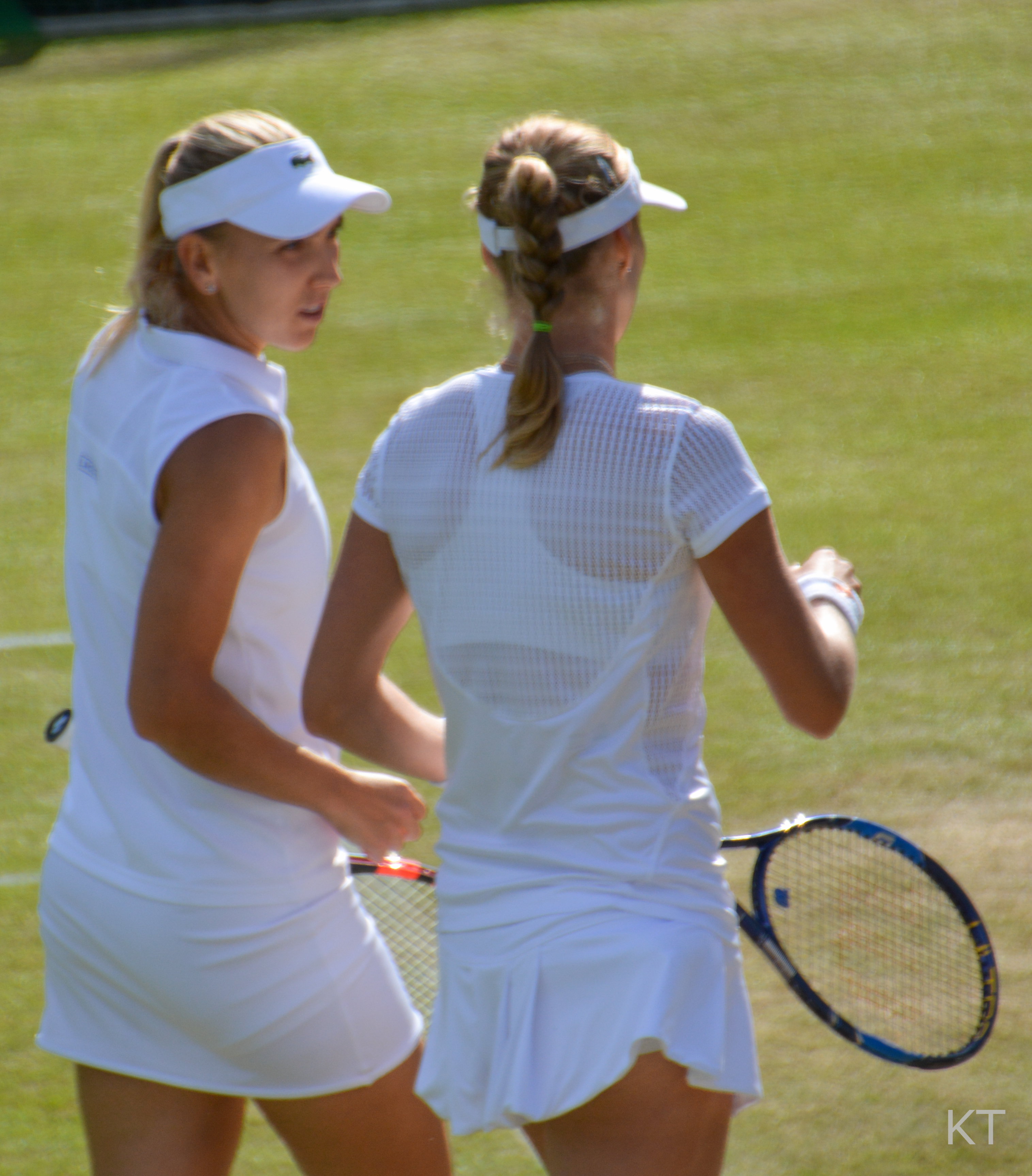
Makarova e Vesnina vincono un titolo insieme.

Ekaterina Makarova e Elena Vesnina si sarebbero qualificate per le Finals, ma sono state costrette a rinunciare al torneo a causa della concomitante gravidanza di Vesnina. La coppia ha giocato insieme fino a Madrid, torneo vinto a discapito di Tímea Babos e Kristina Mladenovic. Ancora prima avevano centrato la finale sia agli Australian Open che al torneo di Indian Wells.

## Gruppi
Nel gruppo rosso sono state inserite Angelique Kerber, Naomi Ōsaka, Sloane Stephens e Kiki Bertens. Nel gruppo bianco si affrontano invece Caroline Wozniacki, Petra Kvitová, Elina Svitolina e Karolína Plíšková.

## Calendario

### Giorno 1 (21 ottobre)
| Incontri              | Incontri      | Incontri              | Incontri               | Incontri  | Incontri |
| Evento                | Gruppo        | Vincitrice            | Perdente               | Punteggio |          |
| --------------------- | ------------- | --------------------- | ---------------------- | --------- | -------- |
| Singolare round robin | Gruppo bianco | Elina Svitolina [6]   | Petra Kvitová [4]      | 6-3, 6-3  |          |
| Singolare round robin | Gruppo bianco | Karolína Plíšková [7] | Caroline Wozniacki [2] | 6-2, 6-4  |          |

### Giorno 2 (22 ottobre)
| Incontri              | Incontri     | Incontri            | Incontri             | Incontri      | Incontri |
| Evento                | Gruppo       | Vincitrice          | Perdente             | Punteggio     |          |
| --------------------- | ------------ | ------------------- | -------------------- | ------------- | -------- |
| Singolare round robin | Gruppo rosso | Sloane Stephens [5] | Naomi Ōsaka [3]      | 7-5, 4-6, 6-1 |          |
| Singolare round robin | Gruppo rosso | Kiki Bertens [8]    | Angelique Kerber [1] | 1-6, 6-3, 6-4 |          |

### Giorno 3 (23 ottobre)
| Incontri              | Incontri      | Incontri               | Incontri              | Incontri      | Incontri |
| Evento                | Gruppo        | Vincitrice             | Perdente              | Punteggio     |          |
| --------------------- | ------------- | ---------------------- | --------------------- | ------------- | -------- |
| Singolare round robin | Gruppo bianco | Caroline Wozniacki [2] | Petra Kvitová [4]     | 7-5, 3-6, 6-2 |          |
| Singolare round robin | Gruppo bianco | Elina Svitolina [6]    | Karolína Plíšková [7] | 6-3, 2-6, 6-3 |          |

### Giorno 4 (24 ottobre)
| Incontri              | Incontri     | Incontri             | Incontri         | Incontri         | Incontri |
| Evento                | Gruppo       | Vincitrice           | Perdente         | Punteggio        |          |
| --------------------- | ------------ | -------------------- | ---------------- | ---------------- | -------- |
| Singolare round robin | Gruppo rosso | Angelique Kerber [1] | Naomi Ōsaka [3]  | 6-4, 5-7, 6-4    |          |
| Singolare round robin | Gruppo rosso | Sloane Stephens [5]  | Kiki Bertens [8] | 7–6(4), 2-6, 6-3 |          |

### Giorno 5 (25 ottobre)
| Incontri                | Incontri        | Incontri                                       | Incontri                                   | Incontri        |
| Evento                  | Gruppo          | Vincitrice                                     | Perdente                                   | Punteggio       |
| Sessione diurna         | Sessione diurna | Sessione diurna                                | Sessione diurna                            | Sessione diurna |
| ----------------------- | --------------- | ---------------------------------------------- | ------------------------------------------ | --------------- |
| Quarti di finale doppio | –               | Andrea Sestini Hlaváčková Barbora Strýcová [3] | Andreja Klepač María José Martínez Sánchez | 6-1, 6-2        |
| Singolare round robin   | Gruppo bianco   | Karolína Plíšková [7]                          | Petra Kvitová [4]                          | 6-3, 6-4        |
| Sessione serale         |                 |                                                |                                            |                 |
| Singolare round robin   | Gruppo bianco   | Elina Svitolina [6]                            | Caroline Wozniacki [2]                     | 5-7, 7-5, 6-3   |
| Quarti di finale doppio | –               | Barbora Krejčíková Kateřina Siniaková [1]      | Nicole Melichar Květa Peschke              | 6-1, 6-4        |

### Giorno 6 (26 ottobre)
| Incontri                | Incontri        | Incontri                            | Incontri                        | Incontri        |
| Evento                  | Gruppo          | Vincitrice                          | Perdente                        | Punteggio       |
| Sessione diurna         | Sessione diurna | Sessione diurna                     | Sessione diurna                 | Sessione diurna |
| ----------------------- | --------------- | ----------------------------------- | ------------------------------- | --------------- |
| Quarti di finale doppio | –               | Tímea Babos Kristina Mladenovic [2] | Gabriela Dabrowski Xu Yifan [3] | 6-0, 6-2        |
| Singolare round robin   | Gruppo rosso    | Kiki Bertens [8]                    | Naomi Ōsaka [3]                 | 6-3, rit.       |
| Sessione serale         |                 |                                     |                                 |                 |
| Singolare round robin   | Gruppo rosso    | Sloane Stephens [5]                 | Angelique Kerber [1]            | 6-3, 6-3        |
| Quarti di finale doppio | –               | Ashleigh Barty Coco Vandeweghe      | Elise Mertens Demi Schuurs [4]  | 6-1, 6-4        |

### Giorno 7 (27 ottobre)
| Incontri             | Incontri                                  | Incontri                                       | Incontri            | Incontri        |
| Evento               | Vincitrice                                | Perdente                                       | Punteggio           |                 |
| Sessione diurna      | Sessione diurna                           | Sessione diurna                                | Sessione diurna     | Sessione diurna |
| -------------------- | ----------------------------------------- | ---------------------------------------------- | ------------------- | --------------- |
| Semifinali doppio    | Barbora Krejčíková Kateřina Siniaková [1] | Andrea Sestini Hlaváčková Barbora Strýcová [3] | 6-3, 6-2            |                 |
| Semifinali singolare | Elina Svitolina [6]                       | Kiki Bertens [8]                               | 7-5, 6(5)–7, 6-4    |                 |
| Sessione serale      |                                           |                                                |                     |                 |
| Semifinali singolare | Sloane Stephens [5]                       | Karolína Plíšková [7]                          | 0-6, 6-4, 6-1       |                 |
| Semifinali doppio    | Tímea Babos Kristina Mladenovic [2]       | Ashleigh Barty Coco Vandeweghe                 | 6(5)–7, 6-3, [10-8] |                 |

### Giorno 8 (28 ottobre)
| Incontri         | Incontri                            | Incontri                                  | Incontri      | Incontri |
| Evento           | Vincitrice                          | Perdente                                  | Punteggio     |          |
| ---------------- | ----------------------------------- | ----------------------------------------- | ------------- | -------- |
| Finale doppio    | Tímea Babos Kristina Mladenovic [2] | Barbora Krejčíková Kateřina Siniaková [1] | 6–4, 7–5      |          |
| Finale singolare | Elina Svitolina [6]                 | Sloane Stephens [5]                       | 3–6, 6–2, 6–2 |          |

## Campionesse

### Singolare
Elina Svitolina ha sconfitto in finale  Sloane Stephens con il punteggio di 3-6, 6-2, 6-2.
- È il quattordicesimo titolo in carriera per la Svitolina, il quarto della stagione.

### Doppio
Tímea Babos /  Kristina Mladenovic hanno sconfitto in finale  Barbora Krejčíková /  Kateřina Siniaková con il punteggio di 6-4, 7-5.